# سد مزوکورا
سد مزوکورا (به لاتین: Mesochora Dam) یک سد خاکی در یونان است که در Mesochora, Trikala (regional unit) واقع شده‌است.